# Терапия внутренних семейных систем
Терапия внутренних семейных систем или ВСС (англ. Internal Family Systems, IFS) — метод психотерапии, разработанный американским психологом Ричардом Шварцем. Подход основан на идее, что человеческая психика состоит из множества субличностей, называемых в ВСС частями, каждая из которых выполняет свою функцию. ВСС направлен на гармонизацию внутреннего состояния человека путём взаимодействия с этими субличностями. В 2015 году терапия внутренних семейных систем была включена в реестр научно обоснованных методов психотерапии в США.

## Область применения
Терапия внутренних семейных систем (IFS) широко применяется для работы с различными психологическими и эмоциональными проблемами. Метод демонстрирует эффективность в следующих областях:
- Травма и посттравматическое стрессовое расстройство (ПТСР): помогает пациентам работать с подавленными и травматическими воспоминаниями, восстанавливая внутреннюю гармонию и безопасность.
- Депрессия и тревожные расстройства: способствует снижению интенсивности негативных мыслей и эмоций, связанных с внутренним конфликтом субличностей.
- Проблемы с самооценкой и самоидентичностью: помогает клиентам осознать и принять разные аспекты своей личности.
- Зависимости: эффективен в выявлении и работе с частями личности, которые способствуют формированию и поддержанию аддиктивного поведения.
- Межличностные конфликты: улучшает способность распознавать и управлять внутренними реакциями, влияющими на взаимоотношения.
- Проблемы с эмоциональной регуляцией: помогает снизить интенсивность аффективных состояний (гнев, стыд, вина) через взаимодействие с соответствующими субличностями.

Кроме того, IFS применяется в работе с людьми, не имеющими клинических диагнозов, но стремящимися к личностному росту, самопознанию и повышению уровня осознанности. Метод также используется в семейной терапии, организационном коучинге и других сферах, где важно улучшение внутренних и межличностных взаимодействий.

## Суть метода
Согласно теории IFS у каждого человека имеются части, выполняющие определённые роли, а также ядро личности, называемое Селф, или Истинное “Я”. В каждый момент времени у нас активизированы одна, или несколько частей, либо Селф. В результате травмы некоторые части могут приобрести патологические роли и неадекватное поведение, в результате чего они станут захватывать нас, и мешать получить доступ к Селф. Однако IFS предполагает следующие положения:
- Плохих частей не бывает. Даже если часть захватывает нас и причиняет нам тяжелейшие страдания, у неё есть положительное намерение, которым она руководствуется. Поэтому во время терапии IFS мы принимаем все свои части, которые встречаем.
- Селф не может исчезнуть или быть повреждено. Часто проводится аналогия с Солнцем, которое может быть закрыто плотными тучами, но никогда не исчезает. Во время сессии терапевт помогает клиенту получить доступ к Селф, поочерёдно прося каждую из частей отойти на время в сторону.
- Селф обладает абсолютной мудростью и любовью. Селф в IFS — главный источник исцеления. В этом смысле терапевт только помогает клиенту получить доступ к этому источнику, из которого и должны быть получены силы и знания для решения существующих проблем.[3]